# Kraanvogelachtigen
Kraanvogelachtigen (Gruiformes) zijn een orde van vogels die een heterogene verzameling van vogels omvat, die waarschijnlijk geen natuurlijke groep is. De orde wordt in het Nederlands ook wel "kraanvogels, rallen en verwanten" genoemd. Er zijn veel fossielen van deze orde gevonden met een aantal uitgestorven families. De oudste fossielen stammen uit het vroeg-Eoceen.

## Taxonomie
- Aramidae (Koerlans)
- Gruidae (Kraanvogels)
- Heliornithidae (Fuutkoeten)
- Psophiidae (Trompetvogels)
- Rallidae (Rallen, porseleinhoentjes, waterhoentjes en koeten)
- Sarothruridae (Donsstaartrallen)

## DNA resultaten
DNA-onderzoek van Hackett (2008) bevestigt de heterogene aard van de traditionele orde die vroeger veel meer groepen bevatte, waarvan men dacht dat ze onderling verwant waren. Er blijft nog een kern van de orde over die de kraanvogels en rallen (Grues) omvat en die samen met de koekoeksvogels (Cuculiformes) en (wat verder) de trappen (Otidiformes) een groep vormt, maar van de verwantschap met de overige groepen blijkt bitter weinig. De seriema's (uit de orde Cariamiformes) zijn mogelijk verre verwanten van de valken en de zangvogels. De zonneral en de kagoe zijn nauw aan elkaar verwant en daarom verenigd in de Eurypygiformes. Deze groep is mogelijk het meest gerelateerd aan de nachtzwaluwachtigen en de gierzwaluwachtigen (kolibries en gierzwaluwen). De steltrallen (Mesitornithiformes) blijken opmerkelijk genoeg verwant aan de duifachtigen, zandhoenderachtigen en keerkringvogels (Phaethontiformes). De vechtkwartels vallen binnen de steltlopers (Charadriiformes). Er blijft daardoor weinig over van de onderlinge verwantschappen die in de traditionele, uitgebreide orde werden verondersteld.
Accipitriformes (roofvogels en gieren, exclusief valken) · Aegotheliformes (dwergnachtzwaluwen) · Anseriformes (eendachtigen) · Apodiformes (gierzwaluwen en kolibries) · Apterygiformes (kiwi's) · Bucerotiformes (neushoornvogels) · Caprimulgiformes (nachtzwaluwen) · Cariamiformes (seriema's) · Casuariiformes (kasuarissen en emoe) · Charadriiformes (steltloperachtigen) · Ciconiiformes (ooievaarachtigen) · Coliiformes (muisvogels) · Columbiformes (duiven) · Coraciiformes (scharrelaars) · Cuculiformes (koekoekachtigen) · Eurypygiformes (kagoe en zonneral) · Falconiformes (valken en caracara’s) · Galliformes (hoenderachtigen) · Gaviiformes (duikers) · Gruiformes (kraanvogelachtigen) · Leptosomiformes (koerol) · Mesitornithiformes (steltrallen) · Musophagiformes (toerako's) · Nyctibiiformes (reuzennachtzwaluwen) · Opisthocomiformes (hoatzin) · Otidiformes (trappen) · Passeriformes (zangvogels) · Pelecaniformes (pelikanen, reigerachtigen, ibissen en lepelaars) · Phaethontiformes (keerkringvogels) · Phoenicopteriformes (flamingo's) · Piciformes (spechtachtigen) · Podargiformes (kikkerbekken) · Podicipediformes (futen) · Procellariiformes (buissnaveligen) · Psittaciformes (papegaaiachtigen) · Pterocliformes (zandhoenders) · Rheiformes (nandoes) · Sphenisciformes (pinguïns) · Steatornithiformes (vetvogel) · Strigiformes (uilen) · Struthioniformes (loopvogels o.a. struisvogel) · Suliformes (slangenhalsvogels, fregatvogels, aalscholvers en janvangenten) · Tinamiformes (stuithoenders) · Trogoniformes (trogons)

 Portaal Vogels · Indeling van de vogels
Kraanvogels · Koerlans · Trompetvogels · Rallen, porseleinhoentjes, waterhoentjes en koeten · Fuutkoeten · Sarothruridae